# Steinmetz-Verfahren
Das Steinmetz-Verfahren wurde 1890 vom Mühleningenieur Stefan Steinmetz erfunden und im Jahr 1892 patentiert. Es handelt sich um ein Wasch- und Enthülsungsverfahren für Getreide, das dem eigentlichen Mahlvorgang vorgeschaltet ist. Hierbei wird der größte Teil der äußeren Fruchtschale des Getreidekorns entfernt. Die Samenschale samt Vitaminen und Mineralstoffen bleibt dabei erhalten.
Die in der äußeren Schale befindlichen Bitterstoffe, Luftschadstoffe wie Blei, Cadmium oder Benzpyren sowie Mikroorganismen und ihre Mykotoxine werden besonders gründlich entfernt.
Das Steinmetz-Verfahren wird in der Praxis vornehmlich bei Getreide, wie Roggen, Weizen und Dinkel angewandt. Die entstehenden Mehlprodukte werden Steinmetz-Mehle genannt. Das daraus hergestellte Brot wird „Steinmetzbrot“ genannt.

## Die mechanischen Schritte des Steinmetz-Verfahrens

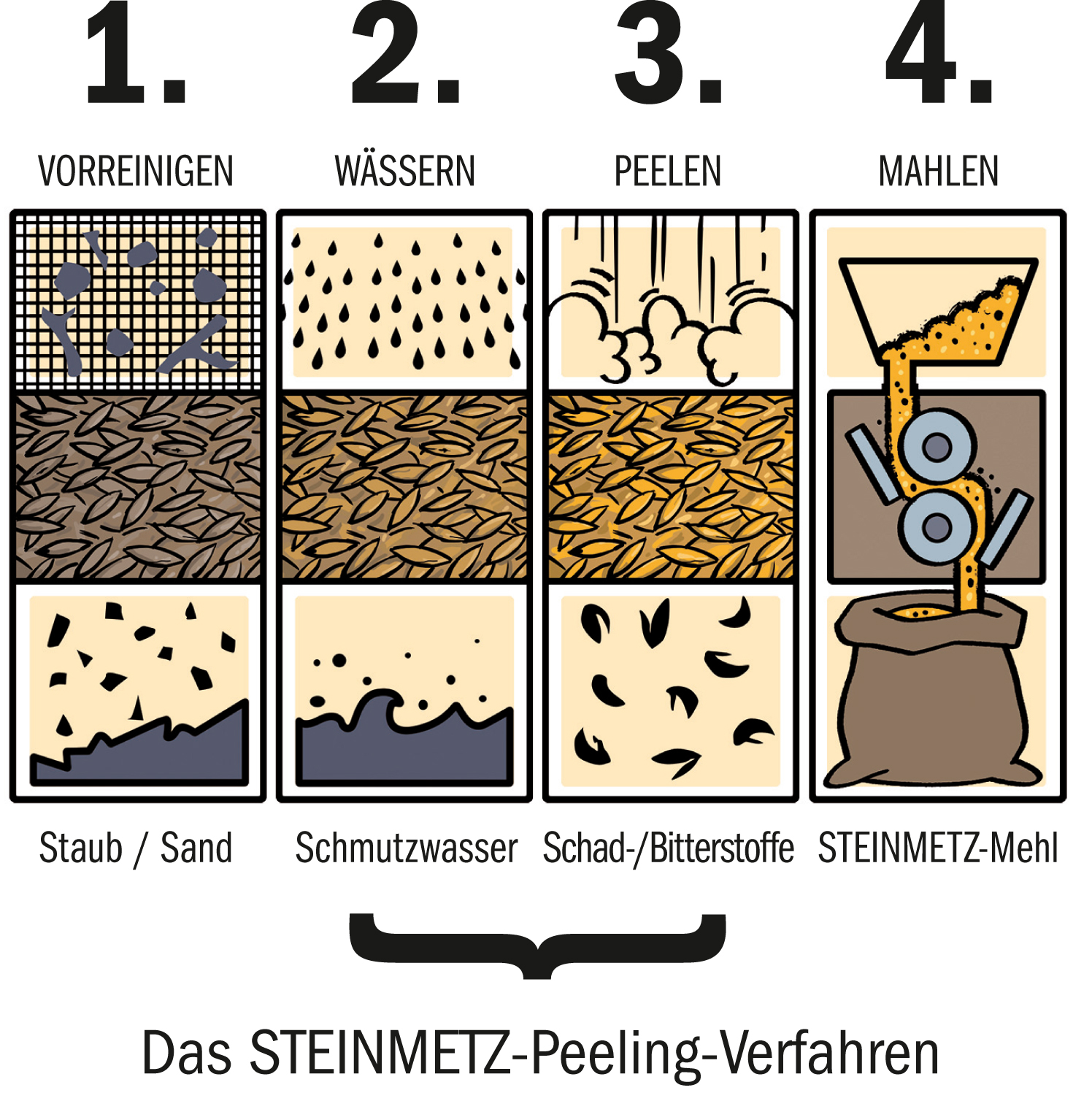
Das STEINMETZ-Peeling-Verfahren

1. Trockenreinigen: Staubteilchen und Fremdbesatz werden durch Sieben entfernt. Dieser Schritt wird bei jedem Getreide durchgeführt.
2. Waschen: Das Korn wird gewaschen, wobei die holzige Fruchtschale aufquillt und sich vom Korn abzulösen beginnt.
3. Enthülsen: Die sogenannte Steinmetz-Enthülsung (Dekortisation) – durch Reibung der Getreidekörner aneinander wird die äußere Fruchtschale schonend entfernt und über einen Aspirationssog abgesaugt.
4. Vermahlen: Das Getreide gelangt nun in den Vermahlungsprozess der Mühle.